# 조이스 드윗

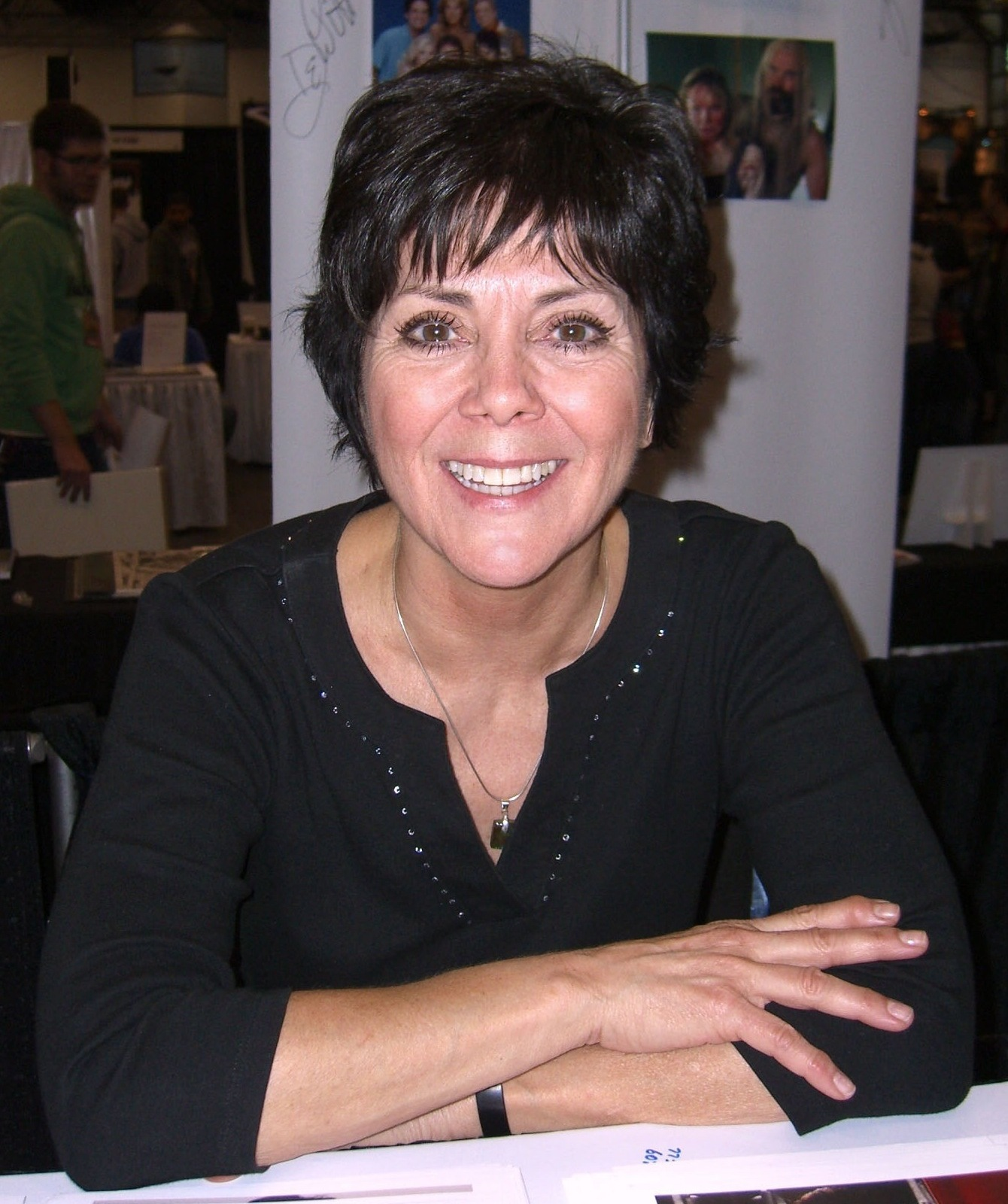

조이스 드윗(Joyce DeWitt, 1949년 4월 23일 ~ )은 미국의 연극 배우, 텔레비전 배우, 영화배우이다.
휠링에서 태어났다.

## 방송
- 사랑의 유람선
- 사랑을 찾아드립니다

## 영화
- 락 스토리 (2015년) - 캐롤 앤 역
- 마이 보이프렌즈 독스 (2014년)
- 스냅샷 (2014년)
- 그레이트 파이트 (2011년) - 랜디 토니 역
- 와일드 울프 (2009년)
- 오징어와 고래 (2005년)
- 에어플레인 2 (1982년)